# Дамян Дамянов (художник)
Вижте пояснителната страница за други личности с името Дамян Дамянов.
Дамян Красимиров Дамянов е български художник – график и илюстратор.

## Биография
Дамян Дамянов е роден на 5 април 1982 г. в Сливен. Завършва СХУ „Димитър Добрович“ в родния си град и специалност Плакат и визуална комуникация в Националната художествена академия (2006).
Работи в областта на книжния дизайн (с повече от 1000 реализирани корици), плаката, илюстрацията, пощенската марка, калиграфията. Пише статии, посветени на изкуството на плаката и графичния дизайн. Асистент в катедра Плакат и визуална комуникация в Националната художествена академия.
Работи като основен художник на голямото издателство „Сиела“. Сред книгите му са богато илюстрираните книги „Приказки колкото усмивка“ на Джани Родари, „Седем хайдути и едно магаре“ на Бранислав Нушич и „Малкият принц“ на Антоан дьо Сент-Екзюпери. Автор е и на своя собствена „книга за игра и оцветяване“ – „Нарисувай ми овца“ (2015). През 2016 г. илюстрира новото издание на популярния юношески роман „Войната на таралежите“ на Братя Мормареви.
В навечерието на Празника на славянската писменост и култура, 24 май 2016 г., осъществява типографския експеримент „Под езика“. Той представлява илюстративен речник на избрани думи от българския език.
Публична лекция „Голямото пътешествие на малката графика“ в рамките на Computer Space 2014. Публична лекция „Идеите на са динозаври“ в рамките на конференция на Плакат и визуална комуникация (2013).
Специализация в ателие Cite des Arts Paris (2007).
Участник е в Триеналето на сценичния плакат в София през 2004, 2007, 2010, 2013, 2019 и 2022 г., в Биеналето на хумора и сатирата в Габрово през 2007, 2009, 2011 и 2013 г. Участник и съорганизатор на Втората научна конференция по плакат „Плакатно мислене. Концептуално изкуство. Инвенции“ (2008).
Автор на множество филателни издания (2004 – 2014).

## Изложби[1]
- 2014 – Участие в изложба „Три любими“, в рамките на Plovdiv One Design Week;
- 2014 – Участие в изложба „40 най-добри корици на български художници“ с 5 корици, една от които в избраните Топ 10;
- 2013 – Участие в Сборна изложба „Gaudeamus Igitur“, Габрово, на преподаватели и студенти от НХА;
- 2012 – Изложба в БКЦ Москва „Художник и слово“, съвместно с художничката Капка Кънева[5];
- 2012 – Участие в изложба-плакат на преподаватели от НХА в галерия „Дебют“;
- 2011 – Самостоятелна изложба в Книжарница „Хеликон“ – изкуство на българската книга[6][7][8] ;
- 2012 – Участие в изложба „Градът“, БНР, Туристически информационен център, София, 2011;
- 2012 – Участие във II Биенале на българския дизайн, София, 2011;
- 2012 – Участие в изложба в парк „Кестените“, Банкя, 2012;
- 2010 – Участие в изложба-плакат „Послания към света“, Шанхай Експо, Шанхай;
- 2010 – Куратор и участник в изложба плакат „Каравана на десетте думи“;
- 2009 – Самостоятелна изложба „Речник на собствените и чужди мисли“ в зала „Параклис“ на Националната художествена галерия;
- 2007 – Съорганизатор на изложба „60 години специалност Плакат“;
- 2007 – Участие в изложба на млади български илюстратори, под патронажа на СБХ, Братислава;
- 2006 – Участие в Национална изложба „Изкуство на българската книга“, СБХ и награда в раздел „Шрифт“, участие в пътуващата изложба „Изкуство на българската книга“;
- 2008 – Участник в изложба „Български плакат“ в Истанбул;
- 2007 – Участие в Изложба „Млади автори“, Софийска филхармония, 2007.

## Публикации[1]
Има публикации по проблемите на плаката и графичния дизайн в сп. „Prographica: „Синтезът „Древински“, „Ф(илип) А(пелоа) като Ф(ренски) А(фиш)“, „Дзен и изкуството на японския екологичен плакат“, „Ико Танака“, „Казумаса Нагаи“, „Шигео Фукуда“, „ProGrafitti“, „Плакатът-пропаганда“, „Робинзон и триеналето на сценичния плакат, „Кратка история на силуета“, „Пробив и метафора в плакатите на Мечислав Гуровски“.

## Признание и награди[1]
- 2012 – Награда от изложба-конкурс „Велики майстори на японския плакат“
- 2008 – Втора награда в раздел „Шрифт“ на Първото биенале на българския графичен дизайн
- 2017 – Носител на националната награда „Константин Константинов“ за принос в детското книгоиздаване в категория „Илюстратор“.[9][10]
- 2021 – Носител на националната награда „Христо Г. Данов“ в раздел „Художник или дизайн и оформление на книга“.[11]
- 2023 – Носител на наградата „Златна четка“ за изключителни постижения в областта на оформление на книгата.[12][13]